# Jos Vranken (1870-1948)
Petrus Josephus Jacobus Vranken (Jos I) Vranken (Bunde, 10 juni 1870  – Daun, 1 juni 1948) was een Nederlands organist, koordirigent en componist.

## Familie
Jos I is een telg uit de familie Vranken die vier generaties musici telt. Hij was zoon van Johanna Hubertina Christina Heerens en Pieter Jacobus (Jacques) Vranken (1833-1912), gemeentesecretaris en organist in Bunde. Hijzelf trouwde in 1896 met Johanna Alettha Elisabeth Ebbers. Hun zonen Jaap en Jos II en hun kleinzoon Jos III werden ook musicus. Broer van Jos I, Alphons Vranken, was eveneens musicus, net als daarvan de zoon Toon Vranken.

## Loopbaan
Jos I kreeg zijn eerste muziekopleiding van zijn vader. Aansluitend kwam muziekonderwijs van Richard Hol (en/of Henri Tibbe en Willem Robert), voornamelijk piano, orgel en harmonieleer. Hij voltooide zijn studie bij Robert Ress in Berlijn. Hij werd organist aan de Metropolitaankerk in Utrecht (1892-1910). In die stad leidde hij ook de "Utrechtsche Zangvereeniging" en het "Palestrinakoor". Muzikaal Nederland 1850-1910 omschreef hem als een van de beste vertolkers van werk van Giovanni Pierluigi da Palestrina. Vanaf 1910 was hij dirigent in Rotterdam; hij leidde het koor van Het Steiger (Dominicusparochie) en een oratoriumvereniging en was in die stad gevestigd. Ook koren in de omgeving, Vlaardingen en Schiedam, maakten gebruik van zijn diensten. Weer later trok hij naar Den Haag, om er leiding te geven aan het Palestrinakoor (een vervolg op het Utrechtse koor) aldaar.
Muzikaal Nederland 1850-1910 noemt een lijst van werken, voornamelijk kerkmuziek (de lijst geeft geen opp 17 en 19):
- opus 1: Missa Sanctae Catharinae (mannenkoor en orgel)
- opus 2: Missa In nomine Jesus (mannenkoor en orgel)
- opus 3: Te Deum (mannenkoor en orgel)
- opus 4: Missa Lauda Sion (mannenkoor en orgel)
- opus 5: De dag der eerste heilige communie (zangstem, piano)
- opus 6: Tod und Verklärung (mannenkoor)
- opus 7: motetten
- opus 8: motetten
- opus 9: motetten
- opus 10: Überall Schweigen (zangstem, piano)
- opus 11: Kerstlied Maria Violi (zangstem, piano)
- opus 12: Missa solemnis (sopraan, tenor, bas, orgel)
- opus 13: Requiem (driestemmig mannenkoor)
- opus 14: Ave Maria (vijfstemmig gemengd koor)
- opus 15: Drie zangen (mannenkoor; Zanger-morgenlied, Sint Jans Vier, Avondstond)
- opus 16: Winterlied op tekst van A. Smulders (zangstem, piano)
- opus 18: Missa Haed dies (sopraan, alt, tenor, bariton, bas en orgel/mezzosopraan, tenor, bariton en orgel
- opus 20: Missa O quam gloriosum (mannenkoor en orgel of gemengd koor en orgel)
- opus 21; Priestercantate, tenor, bas, mannenkoor, jongenskoor, orkest, orgel)
- opus 22: Twee kerstliederen op tekst van Guido Gezelle (zangstem, piano)
- opus 23: Missa Adorote (mannenkoor en orgel)
- opus 24 Lyra Angelica (mannenkoor en orgel)
- opus 25:Missa Ave Maria (mannenkoor en orgel)
- opus 26 Missa decima (mannenkoor en orgel)
- opus 27 Missa Caecilia (gemengd koor en orgel)
- opus 28 Magnificat (vierstemmig mannenkoor en orgel)
- opus 29: Hymne Veni Creator (vierstemmig mannenkoor, solisten en orgel)
- opus 30: Cantate Domino (vier- en vijfstemmig mannenkoor)
- opus 31: Lyra Angelica (boek II)
- opus 32: Lyra Angelica (boek III)
- opus 33: Laet ons gaen naar Bethlehem (zangstem en piano)
- opus 34: Acht Et incarnatus est (drie- en vierstemmig mannenkoor)
- opus 35: Intocht in Jerusalem op tekst van Molkenboer
- opus 36: Missa festiva (sopraan, tenor, bas, orgel)
- opus 37: Zes Cantica (sopraan, tenor, bas en orgel)

Hij overleed wonende in Den Haag in Daun in de Eifel op bezoek bij zijn dochter Maria. Zijn stoffelijk overschot werd begraven op de Rooms-Katholieke begraafplaats in Rijswijk (Zuid-Holland).
1. ↑  Archief 12.021 Registratienummer 4 Aktenummer 13 Registratiedatum 
10-06-1870 Akteplaats Bunde Limburg